# کوارتت زهی نمره دو
کوارتت زهی نمره ۲ اثر سید مهدی حسینی در تابستان سال ۱۳۸۶ در مدرسه یوهان برامس واقع در مورزوشلاگ اتریش برای فستیوال موسیقی سامر آکادمی ساخته شده‌است. این اثر ترکیبی است از قطعات مقام گاه گریو یا گاه گیری، شیر علی مردان، حوری حوری، چشمهٔ کوه رنگ، چوب بازی، سحر ناز، پیش نوازی و لچک ریالی. این اثر در سال ۱۳۸۸ توسط انتشارات کامپازیتار سن پترزبورگ روسیه با مقدمه‌ای به سه زبان: روسی، انگلیسی و فارسی انتشار پیدا کرده‌است.